# 台风俱乐部
《台风俱乐部》（日语：／ Tai-fū Kurabu），是由相米慎二执导，并于1985年8月31日在日本上映的电影。

## 拍摄花絮
《台风俱乐部》中的学校原型是位于日本长野县佐久市的佐久市立中込初级中学。由于拍摄的时间正值暑假，故而该校所有学生都以临时演员的身份参与了拍摄工作。在拍摄结束后，学生们都得到了一支印有字样的纪念铅笔。
影片高潮时倒在学校里的大树是事先已经准备好的，而并非真正种植在学校里的大树。另外，拍摄学校的一栋建筑在事后被疑似纵火事件给烧毁。影片中的火车站原型是日本國鐵小海线上的中込站。由三浦友和饰演的梅宫老师的住宅其实就是中込初中的男老师宿舍。

## 上映趣闻
《台风俱乐部》原本计划在拍摄地点佐久市立中込初级中学举行放映仪式，以庆祝本片的拍摄完成。但最终由于电影所涉及的学校教师恋爱问题、校内安全管理不当（片中涉及“学生分娩”），以及片尾的放浪形骸（所有角色在雨中裸体边唱《如果明天…。》边跳舞）等问题，《台风俱乐部》并未及时在该校放映。另外，由于佐久市当时只有一家电影院，因此并没有在该电影院上映本片。据说，佐久市当地市民和学生极少有人在该片上映的时候观看过此片。

## 获奖提名
| 年代   | 电影奖项       | 提名类别   | 被提名人 / 作品 | 结果 | 备注  |
| ------ | -------------- | ---------- | --------------- | ---- | ----- |
| 1985年 | 报知电影奖     | 最佳配角   | 三浦友和        | 獲獎 | [ 1 ] |
| 1985年 | 东京国际电影节 | 东京大奖   | 相米慎二        | 獲獎 | [ 1 ] |
| 1986年 | 每日电影奖     | 最佳编剧   | 加藤祐司        | 獲獎 | [ 1 ] |
| 1986年 | 南特影展       | 金热气球奖 | 相米慎二        | 提名 | [ 1 ] |
| 1986年 | 南特影展       | 最佳导演   | 相米慎二        | 獲獎 | [ 1 ] |
| 1986年 | 横滨电影节     | 最佳配角   | 三浦友和        | 獲獎 | [ 1 ] |
| 1986年 | 横滨电影节     | 最佳新演员 | 大西结花        | 獲獎 | [ 1 ] |
| 1986年 | 横滨电影节     | 最佳导演   | 相米慎二        | 獲獎 | [ 1 ] |